# Ильямпу
Ильямпу́ — четвертая по высоте вершина Боливии, расположенная на севере горного хребта Кордильера-Реаль. Круглый год вершина покрыта снегами, с западных, восточных и южных склонов спускаются ледники. На массив и вершины открывается великолепный вид с озера Титикака. В 5 км к югу находится вершина Анкоума около города Сората.